# (5827) Letunov
(5827) Letunov es un asteroide perteneciente al cinturón de asteroides, región del sistema solar que se encuentra entre las órbitas de Marte y Júpiter, descubierto el 15 de noviembre de 1990 por Liudmila Chernyj desde el Observatorio Astrofísico de Crimea (República de Crimea).

## Designación y nombre
Designado provisionalmente como 1990 VB15. Fue nombrado Letunov en homenaje a Yuri Aleksándrovich Letunov, periodista y comentarista de radio ruso, realizó un doctorado en historia de la ciencia. Autor de varios libros, fue uno de los fundadores de Mayak ("Beacon"), un programa de radio popular e informativo sobre música.

## Características orbitales
Letunov está situado a una distancia media del Sol de 2,184 ua, pudiendo alejarse hasta 2,467 ua y acercarse hasta 1,900 ua. Su excentricidad es 0,129 y la inclinación orbital 3,704 grados. Emplea 1179,15 días en completar una órbita alrededor del Sol.

## Características físicas
La magnitud absoluta de Letunov es 13,6. Tiene 5,228 km de diámetro y su albedo se estima en 0,235. 